# Пажин, Предраг
Пре́драг Па́жин (серб. и болг. Предраг Пажин; 14 марта 1973, Невесине) — болгарский футболист сербского происхождения, защитник.

## Карьера
Родился в СФРЮ, в городе Невесине, Социалистической Республики Боснии и Герцеговины, в детстве переехал в город Никшич, Социалистической Республики Черногории, где и начал заниматься футболом. После распада СФРЮ выступал за клубы Союзной Республики Югославия. В 1999 году перебрался в соседнюю Болгарию. Игровая карьера тесно связана с именем тренера Любко Петровича. Именно этот специалист, возглавив «Левски», пригласил в команду своего соотечественника.
В 2001 году поступило предложение от турецкого «Коджаэлиспорa», выгодное в финансовом плане. Проведя немногим более года в Турции, футболист возвратился в Болгарию, но не в «Левски», а в «Спартак» из Плевена.
В то время сборная Болгарии испытывала проблемы с квалифицированными исполнителями. В Болгарском футбольном союзе решили, что такой игрок, как Пажин, не помешает национальной команде. И Предраг принял болгарское гражданство и стал выступать за сборную Болгарии. Благо, сербская и болгарская культуры имеют очень много общего.
Через некоторое время уже упоминавшийся Любко Петрович отправился в Китай, возглавив там один из сильнейших клубов страны пекинский «Бэйцзин Гоань». Финансовые возможности китайцев были довольно значительные, и им не составило труда переманить следом за Петровичем и нескольких сербских игроков. В их числе оказался и Пажин, к тому времени уже ставший гражданином Болгарии.
В «Шахтёр» приехал в 2003 году и подписал 3-летний контракт. Дебют Пажина в официальных играх выпал на 9 марта 2003 года против харьковского «Металлиста». Контракт отработать полностью было не суждено. Неуверенная игра в центре защиты не могла радовать тренерский штаб, следствием чего стало присутствие Пажина в резервном составе. После конфликта с руководством клуба (Предраг хотел разорвать контракт за год до его истечения), болгарин покинул «Шахтёр». В 2005 году опять поехал играть в Китай, но уже за клуб «Шаньдун Лунэн».. В конце 2005 года оказался втянутым в скандал. Два игрока клуба «Шаньдун Лунэн» болгарин Предраг Пажин и Чжэн Чжи были дисквалифицированы за устное оскорбление и плевок в судью ответного четвертьфинального матча Лиги чемпионов Азии с саудовским клубом «Аль-Иттихад» 21 сентября 2005 года. При этом Чжэн Чжи был дисквалифицирован на 6 месяцев, а Пажин на 18. С 2008 года и до конца карьеры в 2010 играл за болгарский «Локомотив» из города Мездра. Являлся капитаном команды.

## Достижения
- Чемпион Союзной Республики Югославия (3): 1995/96, 1996/97, 1998/99
- Бронзовый призёр чемпионата Союзной Республики Югославия (1): 1997/98
- Обладатель Кубка Югославии (2): 1995, 1997
- Чемпион Болгарии (1): 1999/00
- Обладатель Кубка Болгарии (1): 1999/00
- Лучший защитник и лучший легионер Болгарии (1): 1999
- Бронзовый призёр чемпионата Китая (1): 2002
- Серебряный призёр чемпионата Украины (1): 2002/03, 2003/04
- Обладатель Кубка Украины (1): 2003/04
- Финалист Кубка Украины (1): 2002/03
- Чемпион Китая (1): 2006
- Обладатель Кубка Китайской футбольной ассоциации: 2006

## Личная жизнь
Женат на модели Наташе Михалко, которая родилась в Красноармейске, но в 12 лет уехала на год в Донецк для работы в модельном агентстве «Кольцо». На конкурсе «Мисс Донбасс» в 1999 году стала «Мисс фото», а в 2000 году — «Мисс реклама». Предраг познакомился с дончанкой случайно, на дискотеке. В «Форт Ноксе». Поженились когда Пажин играл «Шаньдун Лунэн». На свадьбе дружкой со стороны невесты была Бояна Обрадович — невеста Игора Дуляя, полузащитника «Севастополя». А со стороны жениха — сербский футболист Александр Живкович.
Хобби — бильярд, боулинг. Футбольные кумиры — Марсель Десайи, Марко ван Бастен. Любимое блюдо — фасоль.